# Microcystis aeruginosa
Microcystis aeruginosa – gatunek sinic, należących do klasy Cyanophyceae, rzędu Chroococcales, tworzących kolonie o różnych, nieregularnych kształtach. 

## Budowa
Komórki Microcystis aeruginosa mają kształt kulisty lub elipsoidalny (jakiś czas po podziale półkulisty) o średnicy (2,5) 3,5–4,8 (5,6) μm. Młode kolonie mikroskopijne, kuliste, soczewkowate lub cylindryczne, z upływem czasu rozrastające. Stare kolonie rozległe, nieregularne, rozrywające się i siatkowane z galaretowatą otoczką gęstą, ale o niewyraźnej, czasem rozpływającej się krawędzi. Komórki w kolonii dość gęsto upakowane. Komórki zawierają aerotopy, dzięki którym kolonia może unosić się lub opuszczać w toni wodnej. Dzieje się to w różnym tempie – od ok. 6 do ok. 60 mm/min. Ze względu na morfologię wyróżniane są morfotypy L, o większych komórkach (ok. 5 μm) i S, o komórkach mniejszych (ok. 4 μm). Typ L tworzy też większe kolonie. Kolonie tworzą się w warunkach naturalnych, podczas gdy w hodowlach laboratoryjnych często komórki żyją pojedynczo lub w parach, zwłaszcza te z typu S.

## Biologia i ekologia
Nie jest zdolna do diazotrofii. W warunkach dużej podaży fosforu potrafi akumulować jego zapasy. Różne szczepy mają nieco odmienne wymagania środowiskowe.
W jej populacji występują szczepy zdolne do wytwarzania mikrocystyn, które są toksyczne dla zjadających je zwierząt planktonowych, a dla kręgowców, w tym ludzi, są hepatotoksyczne. Zdolność tę zwykle mają szczepy typu L. Rzadko zdarza się, że mimo obecności genów kodujących mikrocystyny, nie ulegają one ekspresji. Przypuszcza się, że wydzielanie mikrocystyn daje przewagę konkurencyjną nad innymi glonami w pozyskiwaniu fosforu. Innym mechanizmem konkurencji jest wydzielanie substancji o charakterze antywitamin upośledzających wykorzystywanie tiaminy.
Gatunek słodkowodny i słonawowodny, planktoniczny. Występuje w wodach eutroficznych, zarówno stojących każdego rodzaju, jak i w rzekach. Tworzy zakwity wód. Występuje praktycznie na całym świecie, także w mniej słonych morzach. W Polsce występuje powszechnie, często będąc dominantem fitoplanktonu.
Może być pokarmem dla rozwielitek, ale nie jest preferowana. Jest też zjadana przez tołpygę białą. 

## Taksonomia
Gatunek po raz pierwszy opisał w 1833 roku Friedrich Traugott Kützing pod nazwą Micraloa aeruginosa, po czym w 1846 roku przemianował go na Microcystis aeruginosa, podając jako miejsce typowe zbiornik wodny koło Stuttgartu.
Gatunki Microcystis tradycyjnie wyróżniane są na podstawie budowy komórek i kolonii. Ma przełomie XX i XXI w. Shigeto Otsuka, stwierdziwszy, że zmienność morfologiczna nie odpowiada zmienności genetycznej, zaproponował, aby znaczną część tego rodzaju (Microcystis aeruginosa, Microcystis ichthyoblabe, Microcystis novacekii, Microcystis viridis, Microcystis wesenbergii, Microcystis flos-aquae i Microcystis pseudofilamentosa) traktować jako gatunek zbiorczy pod nazwą Microcystis aeruginosa.  